# Teorema de Abel–Ruffini
O Teorema de Abel-Ruffini é um teorema criado pelos matemáticos Paolo Ruffini (demonstração em 1799, contendo um pequeno erro) e Niels Henrik Abel (demonstração final em 1824).

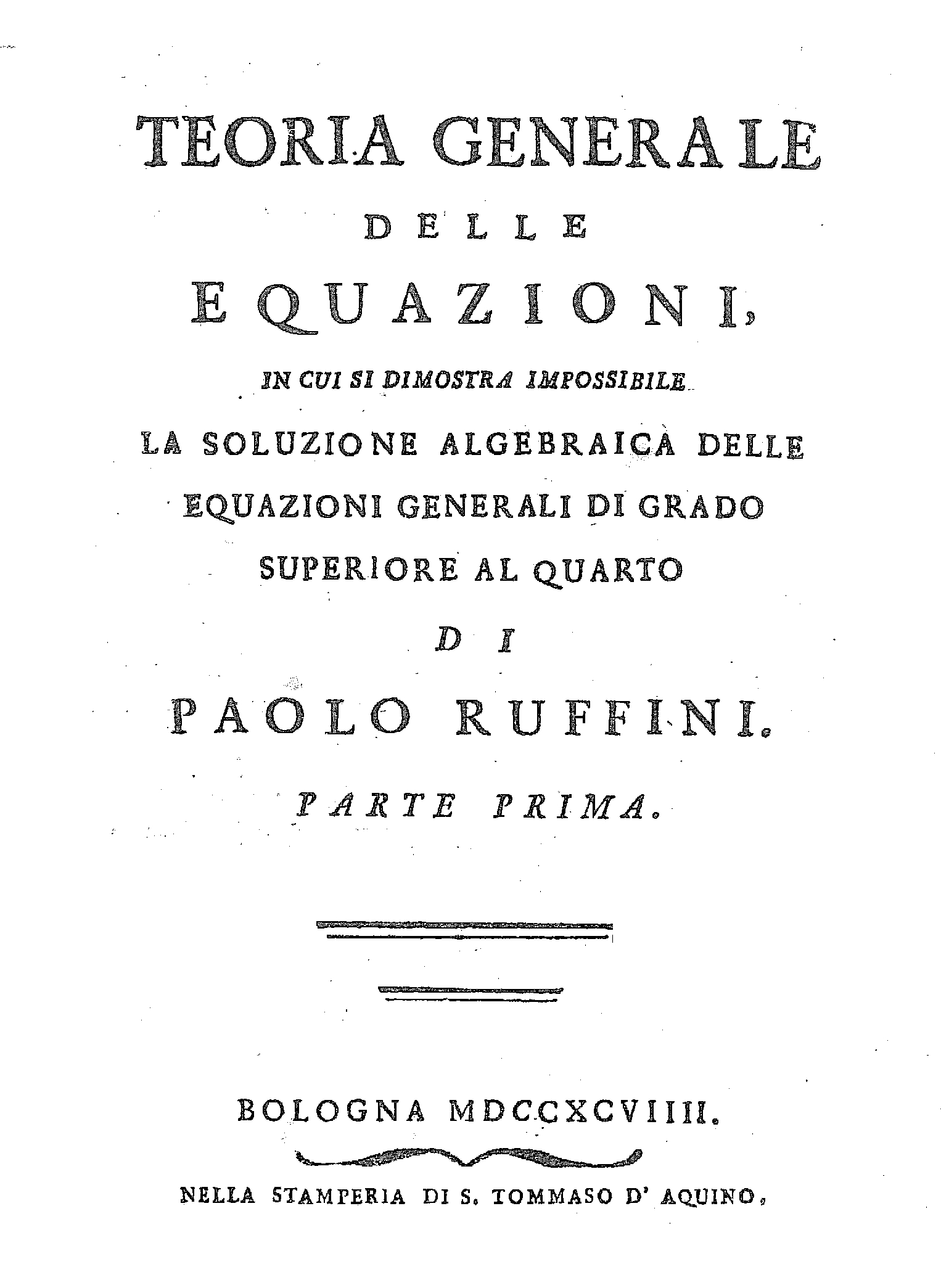
Paolo Ruffini, Teoria generale delle equazioni, 1799

O teorema afirma que não há uma solução geral através de radicais para as equações polinomiais de grau cinco ou superior. Note-se que o teorema não afirma que as equações polinomiais de ordem cinco ou superior não têm solução. Na verdade, se o polinômio tiver coeficientes reais ou complexos e se permitirem-se soluções complexas, então todos as equações polinomiais têm solução. Essa é aliás a proposição do teorema fundamental da álgebra. Ainda que essas soluções não possam ser calculadas com rigor, podem ser obtidas com um grau de precisão requerido usando métodos numéricos tais como o métodos de Newton-Raphson ou o de Laguerre.
O teorema refere-se simplesmente à forma que a solução pode ter. Assim, a solução de uma equação de grau cinco ou superior não pode ser sempre expressa a partir dos coeficentes e usando simplesmente as operações de adição, subtração/subtracção, multiplicação, divisão e potenciação (incluindo-se nesta última a extração/extracção de raízes).
Tomemos como exemplo, a solução das equações polinomiais de segundo grau, usando a habitual equação quadrática: As raízes de {\displaystyle ax^{2}+bx+c=0} são :{\displaystyle x={\frac {-b\pm {\sqrt {b^{2}-4ac\ }}}{2a}}.} Fórmulas deste tipo existem também para as equações de terceira e quarta ordem.
O teorema afirma portanto que nenhuma solução de certas equações de quinta ordem pode ser expressas por fórmulas daquele tipo. A equação {\displaystyle x^{5}-x+1=0}  é disso um exemplo. Algumas equações de quinto grau podem ser resolvidas por radicais. Um exemplo: {\displaystyle x^{5}-x^{4}-x+1=0}. Os critérios de distinção entre um caso e o outro foram descobertos por Évariste Galois.